# خالد بن حمد بن عبد الله آل ثاني
سعادة السيد الشيخ خالد بن حمد بن عبد الله آل ثاني،كان وزير الداخلية الأسبق في قطر عين وزيراً للداخلية في الفترة من عام 1972 إلى عام 1989،وهو نجل الشيخ حمد بن عبد الله آل ثاني وعم الأمير الوالد الشيخ حمد بن خليفة آل ثاني وجد سمو الامير الشيخ تميم بن حمد آل ثاني حاكم دولة قطر.

## أبناؤه
- الشيخ حمد (متوفى) (القائد العام للشرطة سابقًا).
- الشيخ عبد الله (وزير الداخلية).
- الشيخ محمد (وزير دولة).
- الشيخ عبد العزيز.
- الشيخ ناصر.
- الشيخ سعود (رئيس الهيئة العامة للشباب).
- الشيخ أحمد (رئيس النادي العلمي القطري).
- الشيخ عبد الرحمن.
- الشيخ جاسم.
- الشيخ سحيم.
- الشيخ خليفة.
- الشيخ فلاح.
- الشيخة نورة بنت خالد (زوجة أمير قطر الشيخ حمد بن خليفة آل ثاني).
- الشيخة حصة (متوفاة).
- الشيخة منى.
- الشيخة مها.
- الشيخة سارة.
- الشيخة مريم.
- الشيخة شيخة.
- الشيخة لولوة.
- الشيخة العنود.
- الشيخة نايلة.
- الشيخة عائشة.
- الشيخة جواهر.